# 格雷格·奥尔洛夫
格雷格·奥尔洛夫（英語：Greg Orloff）为一位美国电影混音师。他曾获得过1次奥斯卡最佳音响效果奖，并3次提名这一奖项。自1982年起他参与了200多部电影的制作。他的弟弟是编剧约翰·奥尔洛夫，他的姥姥是B级片女演员佩吉·克努森。

## 精选影视作品
瑞佐曾赢得1次奥斯卡最佳音响效果奖，并获得3次提名。
获奖：
- 灵魂歌王 (2004)[1]

提名：
- 老无所依 (2007)[2]
- 大地惊雷 (2010)[3]
- 醉乡民谣 (2013)[4]